# Qozloq
Qozloq (persiska: قزلق) är en ort i Iran.   Den ligger i provinsen Khorasan, i den nordöstra delen av landet, 700 km öster om huvudstaden Teheran. Qozloq ligger 740 meter över havet och antalet invånare är 145.
Terrängen runt Qozloq är varierad. Runt Qozloq är det ganska glesbefolkat, med 28 invånare per kvadratkilometer. Närmaste större samhälle är Chāpeshlū, 6,3 km norr om Qozloq. Omgivningarna runt Qozloq är i huvudsak ett öppet busklandskap.